# Servisch voetbalelftal in 2009
Het Servisch voetbalelftal speelde in totaal twaalf interlands in het jaar 2009, waaronder zes duels in de kwalificatiereeks voor het WK voetbal 2010 in Zuid-Afrika. De ploeg wist zich onder leiding van bondscoach Radomir Antić te plaatsen voor de eindronde, en verwees Frankrijk naar de play-offs. Op de FIFA-wereldranglijst steeg Servië in 2009 van de 35ste (januari 2009) naar de 19de plaats (december 2009). Aanvaller Milan Jovanović begon als enige in alle twaalf duels in de basisopstelling.

## Balans
| Wedstrijden | Wedstrijden | Wedstrijden | Wedstrijden | Doelpunten | Doelpunten | Doelpunten | Punten |
| Gespeeld    | Winst       | Gelijk      | Verlies     | Voor       | Tegen      | Saldo      | Punten |
| ----------- | ----------- | ----------- | ----------- | ---------- | ---------- | ---------- | ------ |
| 12          | 9           | 1           | 2           | 22         | 7          | +15        | 1.583  |

## Interlands
|                                                                 |        |                                       |        |                                                                                    |
| 10 februari Vriendschappelijk № 28 «onderlinge duels» 18:00 uur | Cyprus | 0 – 2                                 | Servië | Neo GSP Stadion, Nicosia Toeschouwers: 250 Scheidsrechter: Anastasios Kakkos (GRE) |
| 10 februari Vriendschappelijk № 28 «onderlinge duels» 18:00 uur |        | 25' Milan Jovanović 42' Danko Lazović |        | Neo GSP Stadion, Nicosia Toeschouwers: 250 Scheidsrechter: Anastasios Kakkos (GRE) |

|                                                                 |        |                      |          |                                                                                   |
| 11 februari Vriendschappelijk № 29 «onderlinge duels» 18:00 uur | Servië | 0 – 1                | Oekraïne | Neo GSP Stadion, Nicosia Toeschouwers: 550 Scheidsrechter: Leontios Trattou (CYP) |
| 11 februari Vriendschappelijk № 29 «onderlinge duels» 18:00 uur |        | 16' Serhij Nazarenko |          | Neo GSP Stadion, Nicosia Toeschouwers: 550 Scheidsrechter: Leontios Trattou (CYP) |

|                                                            |                                     |       |                                                                    |                                                                                              |
| 28 maart WK-kwalificatie № 30 «onderlinge duels» 19:45 uur | Roemenië                            | 2 – 3 | Servië                                                             | Gheorghe Hagi Stadion, Constanța Toeschouwers: 12.000 Scheidsrechter: Matteo Trefoloni (ITA) |
| 28 maart WK-kwalificatie № 30 «onderlinge duels» 19:45 uur | Ciprian Marica 50' Dorel Stoica 74' |       | 18' Milan Jovanović 44' (e.d.) Dorel Stoica 59' Branislav Ivanović | Gheorghe Hagi Stadion, Constanța Toeschouwers: 12.000 Scheidsrechter: Matteo Trefoloni (ITA) |

|                                                             |                                    |       |        |                                                                                             |
| 1 april Vriendschappelijk № 31 «onderlinge duels» 20:15 uur | Servië                             | 2 – 0 | Zweden | Stadion Partizan, Belgrado Toeschouwers: 17.890 Scheidsrechter: Antonio Rubinos Pérez (ESP) |
| 1 april Vriendschappelijk № 31 «onderlinge duels» 20:15 uur | Nikola Žigić 1' Boško Janković 82' |       |        | Stadion Partizan, Belgrado Toeschouwers: 17.890 Scheidsrechter: Antonio Rubinos Pérez (ESP) |

|                                                          |                         |       |            |                                                                                        |
| 6 juni WK-kwalificatie № 32 «onderlinge duels» 20:30 uur | Servië                  | 1 – 0 | Oostenrijk | Crvena Zvezda Stadion, Belgrado Toeschouwers: 50.000 Scheidsrechter: Pieter Vink (NED) |
| 6 juni WK-kwalificatie № 32 «onderlinge duels» 20:30 uur | Nenad Milijaš 7' (pen.) |       |            | Crvena Zvezda Stadion, Belgrado Toeschouwers: 50.000 Scheidsrechter: Pieter Vink (NED) |

|                                                           |         |                                       |        |                                                                          |
| 10 juni WK-kwalificatie № 33 «onderlinge duels» 20:15 uur | Faeröer | 0 – 2                                 | Servië | Tórsvøllur, Tórshavn Toeschouwers: 2.896 Scheidsrechter: Meir Levi (ISR) |
| 10 juni WK-kwalificatie № 33 «onderlinge duels» 20:15 uur |         | 44' Milan Jovanović 69' Neven Subotić |        | Tórsvøllur, Tórshavn Toeschouwers: 2.896 Scheidsrechter: Meir Levi (ISR) |

|                                                                 |                    |       |                                                   |                                                                                       |
| 12 augustus Vriendschappelijk № 34 «onderlinge duels» 19:00 uur | Zuid-Afrika        | 1 – 3 | Servië                                            | Super Stadium, Atteridgeville Toeschouwers: 10.000 Scheidsrechter: Eddy Maillet (SEY) |
| 12 augustus Vriendschappelijk № 34 «onderlinge duels» 19:00 uur | Katlego Mphela 90' |       | 56' Zoran Tošić 68' Danko Lazović 77' Zoran Tošić | Super Stadium, Atteridgeville Toeschouwers: 10.000 Scheidsrechter: Eddy Maillet (SEY) |

|                                                               |                          |       |                   |                                                                                            |
| 9 september WK-kwalificatie № 35 «onderlinge duels» 21:00 uur | Servië                   | 1 – 1 | Frankrijk         | Crvena Zvezda Stadion, Belgrado Toeschouwers: 49.456 Scheidsrechter: Roberto Rosetti (ITA) |
| 9 september WK-kwalificatie № 35 «onderlinge duels» 21:00 uur | Nenad Milijaš 12' (pen.) |       | 36' Thierry Henry | Crvena Zvezda Stadion, Belgrado Toeschouwers: 49.456 Scheidsrechter: Roberto Rosetti (ITA) |

|                                                              | |       |          |                                                                                             |
| 10 oktober WK-kwalificatie № 36 «onderlinge duels» 20:30 uur | Servië                                                                                             | 5 – 0 | Roemenië | Crvena Zvezda Stadion, Belgrado Toeschouwers: 39.839 Scheidsrechter: Costas Kapitanis (CYP) |
| 10 oktober WK-kwalificatie № 36 «onderlinge duels» 20:30 uur | Nikola Žigić 36' Marko Pantelić 50' Zdravko Kuzmanović 77' Milan Jovanović 87' Milan Jovanović 90' |       |          | Crvena Zvezda Stadion, Belgrado Toeschouwers: 39.839 Scheidsrechter: Costas Kapitanis (CYP) |

|                                                              |                                                             |       |                 |                                                                                              |
| 14 oktober WK-kwalificatie № 37 «onderlinge duels» 20:00 uur | Litouwen                                                    | 2 – 1 | Servië          | Marijampoles m. stadionas, Marijampolė Toeschouwers: 2.000 Scheidsrechter: Anton Genov (BUL) |
| 14 oktober WK-kwalificatie № 37 «onderlinge duels» 20:00 uur | Mindaugas Kalonas 20' (pen.) Marius Stankevičius 68' (pen.) |       | 59' Zoran Tošić | Marijampoles m. stadionas, Marijampolė Toeschouwers: 2.000 Scheidsrechter: Anton Genov (BUL) |

|                                                                 |               |                   |        |                                                                                 |
| 14 november Vriendschappelijk № 38 «onderlinge duels» 17:30 uur | Noord-Ierland | 0 – 1             | Servië | Windsor Park, Belfast Toeschouwers: 13.500 Scheidsrechter: Abby Toussaint (LUX) |
| 14 november Vriendschappelijk № 38 «onderlinge duels» 17:30 uur |               | 57' Danko Lazović |        | Windsor Park, Belfast Toeschouwers: 13.500 Scheidsrechter: Abby Toussaint (LUX) |

|                                                                 |            |                 |        |                                                                                 |
| 18 november Vriendschappelijk № 39 «onderlinge duels» 15:30 uur | Zuid-Korea | 0 – 1           | Servië | Craven Cottage, Londen Toeschouwers: 8.000 Scheidsrechter: Stuart Attwell (ENG) |
| 18 november Vriendschappelijk № 39 «onderlinge duels» 15:30 uur |            | 7' Nikola Žigić |        | Craven Cottage, Londen Toeschouwers: 8.000 Scheidsrechter: Stuart Attwell (ENG) |

## FIFA-wereldranglijst
| JAN | FEB | MAR | APR | MEI | JUN | JUL | AUG | SEP | OKT | NOV | DEC |
| --- | --- | --- | --- | --- | --- | --- | --- | --- | --- | --- | --- |
| 35  | 33  | 36  | 23  | 23  | 20  | 14  | 14  | 13  | 20  | 20  | 19  |

## Statistieken
| Vladimir Stojković    | 1983-07-28 | Wigan Athletic     | 8  | 0 | 0 | 29 | 0  |
| Vladimir Dišljenković | 1981-07-02 | Metalurg Donetsk   | 3  | 0 | 0 | 6  | 0  |
| Bojan Isailović       | 1980-03-25 | Zagłębie Lubin     | 1  | 1 | 0 | 3  | 0  |
| Verdediging           |            |                    |    |   |   |    |    |
| Branislav Ivanović    | 1984-02-22 | Chelsea FC         | 11 | 0 | 1 |    |    |
| Nemanja Vidić         | 1981-10-21 | Manchester United  | 8  | 0 | 0 |    |    |
| Neven Subotić         | 1988-12-10 | Borussia Dortmund  | 6  | 3 | 1 |    |    |
| Aleksandar Luković    | 1982-10-23 | Udinese Calcio     | 6  | 1 | 0 |    |    |
| Ivan Obradović        | 1988-07-25 | Real Zaragoza      | 6  | 0 | 0 |    |    |
| Ivica Dragutinović    | 1975-11-13 | Sevilla FC         | 5  | 1 | 0 |    |    |
| Aleksandar Kolarov    | 1985-11-10 | Lazio Roma         | 4  | 3 | 0 |    |    |
| Antonio Rukavina      | 1984-01-26 | TSV 1860 München   | 2  | 2 | 0 |    |    |
| Jagoš Vuković         | 1988-06-10 | PSV Eindhoven      | 0  | 2 | 0 |    |    |
| Igor Đurić            | 1985-02-22 | SC Heerenveen      | 0  | 2 | 0 |    |    |
| Nenad Tomović         | 1987-08-30 | Genoa CFC          | 0  | 1 | 0 |    |    |
| Middenveld            |            |                    |    |   |   |    |    |
| Miloš Krasić          | 1984-11-01 | CSKA Moskou        | 10 | 2 | 1 |    |    |
| Nenad Milijaš         | 1983-04-30 | Wolverhampton W.   | 9  | 0 | 2 |    |    |
| Dejan Stanković       | 1978-09-11 | Inter Milan        | 7  | 0 | 0 |    |    |
| Zdravko Kuzmanović    | 1987-09-22 | VfB Stuttgart      | 4  | 5 | 1 |    |    |
| Gojko Kačar           | 1987-01-26 | Hertha BSC Berlin  | 3  | 5 | 0 |    |    |
| Radosav Petrović      | 1989-03-08 | FK Partizan        | 3  | 1 | 0 |    |    |
| Zoran Tošić           | 1987-04-28 | 1. FC Köln         | 1  | 5 | 3 |    |    |
| Miloš Ninković        | 1984-12-25 | Dinamo Kiev        | 1  | 5 | 0 |    |    |
| Boško Janković        | 1984-03-01 | Genoa CFC          | 1  | 4 | 1 |    |    |
| Miljan Mutavdžić      | 1986-02-03 | Malmö FF           | 1  | 0 | 0 |    |    |
| Nemanja Matić         | 1988-08-01 | Chelsea FC         | 0  | 1 | 0 |    |    |
| Marko Milinković      | 1988-04-16 | MFK Košice         | 0  | 1 | 0 |    |    |
| Aanval                |            |                    |    |   |   |    |    |
| Milan Jovanović       | 1981-04-18 | Standard Luik      | 12 | 0 | 5 | 23 | 9  |
| Nikola Žigić          | 1980-09-25 | Valencia CF        | 8  | 0 | 3 | 28 | 12 |
| Danko Lazović         | 1983-05-17 | PSV Eindhoven      | 6  | 3 | 3 | 27 | 8  |
| Marko Pantelić        | 1978-09-15 | Ajax Amsterdam     | 5  | 1 | 1 | 25 | 4  |
| Miralem Sulejmani     | 1988-12-05 | Ajax Amsterdam     | 1  | 2 | 0 | 6  | 0  |
| Dejan Lekić           | 1985-06-07 | Rode Ster Belgrado | 0  | 1 | 0 | 1  | 0  |

FSS · A-internationals · Bondscoaches · Statistieken · Servisch vrouwenelftal · Olympisch elftal · Servië U21 · Servië U20 · Servië U19 · Servië U17 · Servië en Montenegro U19 · Servië en Montenegro U17
2003 – 2006** · 
2006 – 2009 · 
2010 – 2019 ·
2020 − 2029
EK 2008 · 
EK 2012 · 
EK 2016 ·
EK 2020
WK 2006** · 
WK 2010 · 
WK 2014 · 
WK 2018 ·
WK 2022
OS 2004** · 
OS 2008 · 
OS 2012 ·
OS 2016 ·
OS 2020
2006 · 
2007 · 
2008 · 
2009 · 
2010 · 
2011 · 
2012 · 
2013 · 
2014 · 
2015 · 
2016 ·
2017 ·
2018 ·
2019 ·
2020 ·
2021 ·
2022
Albanië ·
Algerije ·
Armenië ·
Australië ·
Azerbeidzjan ·
Bahrein ·
België ·
Bolivia ·
Brazilië ·
Bulgarije ·
Chili ·
China ·
Colombia ·
Costa Rica ·
Cyprus ·
Denemarken ·
Dominicaanse Republiek ·
Duitsland ·
Engeland ·
Estland ·
Faeröer ·
Finland ·
Frankrijk ·
Georgië ·
Ghana ·
Griekenland ·
Honduras ·
Hongarije ·
Ierland ·
Israël ·
Italië ·
Jamaica ·
Japan ·
Jordanië ·
Kameroen ·
Kazachstan ·
Kroatië · 
Litouwen ·
Luxemburg ·
Marokko ·
Mexico ·
Moldavië ·
Montenegro ·
Nieuw-Zeeland ·
Nigeria ·
Noord-Ierland ·
Noord-Macedonië ·
Noorwegen ·
Oekraïne ·
Oostenrijk ·
Panama ·
Paraguay ·
Polen ·
Portugal ·
Qatar ·
Roemenië ·
Rusland ·
Schotland ·
Slovenië ·
Spanje ·
Tsjechië ·
Turkije ·
Verenigde Staten ·
Wales ·
Zuid-Afrika ·
Zuid-Korea ·
Zweden ·
Zwitserland
Brazilië (2018) · 
Costa Rica (2018) · 
Duitsland (2010) · 
Ghana (2010) · 
Kameroen (2022) · 
Zwitserland (2018)
** = Onder de naam Servië en Montenegro